# Altishofen
Altishofen é uma comuna da Suíça, no Cantão Lucerna. Em 2017 possuía 1.572 habitantes. Estende-se por uma área de 5,76 km², de densidade populacional de 272,9 hab/km². Confina com as seguintes comunas: Dagmersellen, Ebersecken, Nebikon, Richenthal.
A língua oficial nesta comuna é o Alemão.